# ГЕС Страсбург
ГЕС Страсбург (фр. Strasbourg) — гідроелектростанція у Франції на Верхньому Рейні. Входить до складу рейнського каскаду, знаходячись між ГЕС Герстайм (вище за течією) та Гамбсайм. Хоча ця ділянка річки є кордоном між Німеччиною та Францією, остання за умовами Версальського договору має права на її одноосібне господарське використання.
В місці спорудження гідрокомплексу Рейн розділено на дві протоки. Праву, прилеглу до німецького берегу, перекриває допоміжна гребля, яка включає земляну частину та шість водопропускних шлюзів. Ліва протока в свою чергу також розділяється невеликим острівцем на дві, перекриті греблями загальною довжиною 150 метрів та висотою 22 метри. Вони містять машинний зал руслового типу та два судноплавні шлюзи (останні мають довжину у 189 метрів та ширину 24 і 12 метрів).
Машинний зал обладнано шістьма бульбовими турбінами загальною потужністю 141 МВт. При напорі у 11 метрів вони забезпечують виробництво 800 млн кВт-год електроенергії на рік.
Управління станцією здійснюється з диспетчерського центру, розташованого на ГЕС Кембс.